# Дэд
Дэд (англ. Dead [dɛd], «мёртвый»; настоящее имя — Пер И́нгве «Пелле» О́лин (швед. Per "Pelle" Yngve Ohlin); 16 января 1969 — 8 апреля 1991) — шведский музыкант, больше всего известный как вокалист норвежской блэк-метал-группы Mayhem с 1988 по 1991 годы. До Mayhem он также выступал в качестве вокалиста в шведской дэт- трэш-метал группе Morbid. Дэд был и остаётся одной из самых популярных фигур на норвежской блэк-метал сцене, в большей степени из-за своей одержимости смертью и болезненного характера, а так же из-за самоубийства, произошедшего в 1991 году .
Дэд собирал мертвых птиц, носил одежду с напечатанными на ней объявлениями о похоронах и одним из первых на блэк-метал сцене начал использовать корпспейнт. Знакомые и сверстники описывали Олина как человека, с которым трудно подружиться или понять. Со временем его состояние ухудшилось, Дэд стал еще более замкнутым в себе и депрессивным, он стал часто наносить себе раны, стал мало есть, часто запирался один в своей спальне. Все это вскоре и привело к его самоубийству в 1991 году .

## Биография

### Ранняя жизнь
Пер Ингве Олин (иногда его называли «Пелле») родился в Вестерханинге, округ Стокгольм, Швеция 16 января 1969 года. В детстве Олин страдал апноэ во сне. В возрасте десяти лет у него произошло внутреннее кровотечение после разрыва селезенки. В шведской книге Blod eld död (англ. «Blood Fire Death») его брат Андерс Олин заявил, что Пелле часто подвергался издевательствам в школе и однажды получил разрыв селезенки после жестокого избиения со стороны хулиганов.

В старших классах его начали травить. Тогда всё было просто: либо ты слушаешь электронную музыку, либо хард-рок. А он оказался в какой-то своей небольшой нише, где никого кроме него не было и стал лёгкой жертвой для нападок. Была компания, которая то и дело его избивала. Одноклассники из средней школы уже не могли его поддержать.
— Интервью с Андресом Олином
Из-за травмы Олина пришлось срочно доставить в больницу, где он какое-то время был объявлен клинически мертвым. Через несколько лет этот инцидент привел его к увлечению смертью, а позже вдохновил его на создание своего сценического псевдонима.
Будучи подростком, Олин развил вкус к хэви-металу и рок-музыке, назвав своими фаворитами такие группы, как Black Sabbath, Kiss, Iron Maiden, Judas Priest, AC/DC, Motorhead, Venom, Metallica, Bathory, Sodom и Mercyful Fate. Несмотря на свою любовь к Bathory, Пер был очень недоволен изменением музыкального стиля группы и поэтому позднее называл лидера и основателя группы Куортона «слабаком».

### Начало карьеры вокалиста
В начале 1986 года Олин основывает дэт- трэш-метал группу Morbid, с которой он отыграл несколько концертов и записал демо-кассету под названием «December Moon». Однако, вскоре Пер разочаровался в группе:

…MORBID никогда не были настоящей группой. Я не знаю почему, но мы все были очень разными и не могли прийти к компромиссу в том, каким должен быть или звучать MORBID. Что для меня самое загадочное, так это то, как каждый мог так сильно измениться. Когда мы с Джоном сформировали группу, группа искала нескольких участников и спросила их об идее создания блэк-метал-группы. Поначалу им всем понравилась эта идея, но…я должен сказать, что не думаю, что второе демо MORBID находится в том же духе, что и первое. Но какого черта я говорю о MORBID в интервью, если о группе вообще не следовало упоминать? Я разговаривал с Евронимусом по телефону, и он объяснил свое мнение о том, каким будет самое брутальное сценическое шоу. И мы полностью сошлись на том, что мне следует приехать и попробовать несколько репетиций, чтобы выяснить, насколько я впишусь в группу. И я думаю, что мне это подходит, потому что с тех пор я пою здесь.Оригинальный текст (англ.)...MORBID never was a real band. I don't know the reason why, but we were all very different and couldn't compromise on how MORBID should be or sound like. What's most mysterious to me is how everybody could change so much. When I and John formed the band the band was looking for some members for the band and asked them about the thought of having a black metal band as black metal should be. They all seemed to be totally into the idea at first, but... I must say that I don't think the 2nd MORBID demo is in the same vein as the first. But why the hell do I talk about MORBID in an interview when the band never should have been featured??? I talked to Euronymous on the phone and he explained how his view of how the most brutal stage show would be. And we totally agreed on that, I should come over and try out some rehearsals, to find out how I would fit in the band.
— Интервью с Дэдом

Дэд без корпспейнта, 1990 год

После ухода из Morbid он решил связаться с участниками Mayhem, поскольку знал, что группе нужен новый фронтмен после ухода вокалиста Маньяка. По словам басиста Mayhem Некробутчера (Йорна Стубберуда), сначала Дэд отправил участникам группы небольшую посылку, содержащую демо-запись, письмо с подробным описанием своих идей на будущее и распятую мышь. Хотя Некробутчер потерял саму посылку, он сохранил пленку с контактными данными Дэда. В начале 1988 года Дэд переехал в Норвегию и стал новым официальным вокалистом Mayhem.

Дэд и Евронимус (справа), в закулисьях после концерта. 1990 год

### Mayhem
После прихода в группу, Дэд сразу же начал работу над текстами для будущего альбома De Mysteriis Dom Sathanas.
В интервью 1989 года Дэд сказал, что к тому времени он написал тексты «Funeral Fog», «Freezing Moon», «Buried by Time and Dust» и «Pagan Fears». Дэд объяснил, что он старается отражать свои чувства в текстах: «В песне „Funeral Fog“, речь идет о легендарном месте посреди Карпатской подковы, болоте под названием Шерлок-Бейсин, которое окружено страшными суевериями и, как полагают, самые странные существа обитают в этом месте», — сказал он. «Я начал представлять густой туман, освещенный полной луной. Этот туман сочился из этого места, горестно дрейфуя в тишине, уничтожая жизни местных жителей и принося их души Господу Сатане».
Другая песня альбома, «Pagan Fears», посвящена идее о том, что «прошлое не умирает, а остается в какой-то увядшей реальности». Дэд объяснил, что «в тексте говорится о людях, живущих в древнем и варварском обществе (черт возьми, как я ненавижу слово „общество“, когда оно используется в качестве темы в текстах!), и идея о том, что прошлое не умирает, а остается в какой-то выцветшей реальности, и что они не вымрут, а останутся в прошлом, которое на самом деле не умирает, а вечно всплывает в их сознании. Само время существует и вечно, так оно же исчезает? Они понимают, что останутся навсегда».
Заглавный трек, «De Mysteriis Dom Sathanas», повествует о «необычайном злом шабаше» из книги, о которой Дэд, по его словам, только слышал. Также Дэд заявил, что он рассчитывал переписать текст песни. «Я решил, что текст недостаточно злой и недостаточно описывают огромную силу», — сказал он.

## Выступления
Что касается концертов, Дэд был готов на все, чтобы достигнуть желаемого образа и атмосферы. С самого начала карьеры он использовал корпспейнт. Некробутчер заявлял, что «это не было подражанием Kiss и Элису Куперу, которые использовали макияж. Дэд действительно хотел выглядеть как труп. Он делал это не для того, чтобы выглядеть круто» . Также барабанщик Mayhem Хеллхаммер (Ян Аксель Бломберг) заметил, что Олин «был первым блэк-металлистом, который использовал корпспейнт», хотя это утверждение оказалось спорным, поскольку еще в 1985 году Евронимуса можно было увидеть с корпспейнтом на записях выступлений.
Хеллхаммер вспоминал, что «перед шоу Дэд закапывал одежду в землю, так что она начинала гнить и придавала ему „смертельный“ облик. Как-то раз попросил закопать в землю его самого — хотел сделать кожу бледнее».
Во время одного из туров с Mayhem Дэд нашел мертвую ворону и положил ее в пластиковый пакет. Он часто носил ее с собой и перед выходом на сцену вдыхал запах из пакета, чтобы, по его словам, петь «с запахом смерти в ноздрях». Он также собирал трупы мертвых птиц и держал их под своей кроватью.
Во время выступлений Дэд часто наносил себе раны охотничьим ножом и битым стеклом. Во время концерта в Йессхайме 3 февраля 1990 года он порезал себе руку разбитой бутылкой. Барабанщик Emperor Фауст (Борд Эйтхун) утверждает, что Дэда пришлось отвезти в больницу после выступления из-за сильной потери крови.
В интервью, проведенном гитаристом Marduk Морганом Хоканссоном и опубликованном в журнале Fanzine Slayer, Дэд объяснил, как он и остальные участники Mayhem выгоняли позеров со своих концертов:

Большинство присутствующих на наших концертах были слабаками, и я не хочу, чтобы они смотрели на нас! Прежде чем мы начали играть, там собралась толпа человек в 300, и на второй песне «Necrolust» мы начали разбрасывать свиные головы. Осталось всего 50, мне это понравилось! Незлые слабаки не должны слушать нашу музыку. Мы прекрасно провели время, бросая друг другу головы. Я разозлился на каких-то идиотов, которые подняли головы, поэтому снова вытер кровь на руках. Мы хотим напугать, что их не должно быть на наших концертах, и им придется бежать через запасной выход. Некоторые по какой-то странной причине полагают, что дэт-метал — это что-то нормальное и доступное каждому. Дэт-блэк-метал — это то, чего всем простым смертным следует бояться, а не превращать в тренд! Несколько лет назад его вообще не существовало. Когда MORBID давали свои первые концерты, почти никто раньше не слышал подобной музыки. Слабаки никогда этого не поймут, и я им этого тоже не объясню. Но они разозлились на наши концерты, и это то, чего мы хотим. Если кому-то не нравится кровь и гнилая плоть, брошенная ему в лицо, он может ЗАТКНУТЬСЯ!Оригинальный текст (англ.)Most of the people in there were wimps and I don‘t want them to watch our gigs! Before we began to play there was a crowd of about 300 in there, but in the second song "Necrolust" we began to throw around those pig heads. Only 50 were left, I liked that! The non evil wimps shall listen to our music. We had a great time throwing the heads on each other. I got angry at some idiots who had their heads up in the air, so I wiped the blood on my arms all over again, We wanna scare those shouldn't be at our concerts, and they will have to escape through the emergency exit with parts of their body missing, so we can have something to throw around. Some imagine for some weird reason that death metal is something normal and available for everyone. Death black metal is something all ordinary mortals should fear, not make into a trend! Some years ago it did not exist at all. When MORBID had it's first gigs almost no one had heard that kind of music before. The wimps will not ever understand it, and I won't explain it to them either. But they got pissed off at our shows and that is what we want. If someone doesn't like blood and rotten flesh thrown in their face they can FUCK OFF!
— Интервью с Дэдом журналу Slayer Fanzine
Дэд также появился в клипе Candlemass 1986 года на песню «Bewitched».

## Личность

Один из многочисленных рисунков Дэда. 1989 год

Ещё один рисунок Дэда, 1989 год

Знакомые музыканты описывали Олина как странного интроверта. Например, гитарист Mayhem Евронимус (Эйстейн Ошет) упоминал в письмах: «Я действительно думаю, что Дэд психически болен. Как ещё можно описать парня, который не ест, чтобы выглядеть истощенным? Или носит майку с рекламой ритуальных услуг?».
Барабанщик Emperor Борд «Фауст» Эйтхун писал, что Дэд «был парнем, которого нельзя было хорошо узнать. Я думаю, что даже ребята из Mayhem не знали его. С ним было трудно сблизиться. Я встречался с ним всего шесть или семь раз, последний — за две недели до смерти. У него было много пугающих идей. Помню, Ошет сказал, что у него нет чувства юмора. Оно было, но очень мрачное. Не думаю, что ему нравилось жить в этом мире».
Также брат Пера Андрес рассказал в одном из интервью, что «Пер всегда был уверен, что станет знаменитым, вопрос был только в том, где и когда это начнёт приносить ему деньги. Пелле очень переживал о деньгах и, как мне сказали, Эйстейн использовал это, чтобы им манипулировать: „Как только получим контракт — получим деньги“. Думаю для Пелле стало тяжёлым ударом, что как только всё стало налаживаться, появились хорошие отзывы о концертах, предложения записаться, когда всё, наконец, наладилось и завертелось — было уже слишком поздно, группа разваливалась на части. Единственным, кто не мог с этим смириться, был Пелле. Он, должно быть, был крайне разочарован, абсолютно чертовски подавлен».
Некоторые предполагают, что у Дэда мог быть синдром Котара, очень редкое состояние, которое проявляется в убеждении, что свое тело — это не тело живого человека, а труп; эта теория подтверждается множеством заявлений Дэда на тему его крови и тела.

## Самоубийство

### Предпосылки самоубийства
Со временем социальное положение Дэда и его зацикленность на смерти привели к значительному ухудшению его психического состояния. Однажды он порезал себя в присутствии своих друзей, которым пришлось усмирить его и обработать его раны. Вскоре Евронимус увлекся суицидальными идеологиями Дэда, потому что он чувствовал, что крайний негатив соответствует имиджу Mayhem и, по словам многих музыкантов, он поощрял желания Дэда покончить с собой. Кьетил Манхейм, бывший барабанщик Mayhem, сказал: «Я не знаю, делал ли Эйстейн это из чистого зла или же он просто дурачился».

Дом где репетировала и жила группа Mayhem. Фотография сделана в 1990 году самим Дэдом

В 1990 году участники Mayhem переехали в старый дом в лесу в деревне Крокстад недалеко от Осло. До этого группа испытывала проблемы с жильём и местом для репетиций, одно время Олину даже пришлось жить в машине. После переезда Хеллхаммер замечал, что в свободное время Олин рисовал, читал, писал письма или же «просто сидел один в комнате, все больше и больше погружаясь в депрессию». Во время европейского турне Mayhem Дэд был так истощён, что у него то и дело начиналось кровотечение из носа. После того как группа вернулась в Норвегию, Олин ещё больше замкнулся в себе.
Кроме того, Дэд всё время переругивался с Евронимусом. Некробутчер сказал, что, прожив некоторое время вместе, Дэд и Евронимус «сильно действовали друг другу на нервы». Хеллхаммер вспоминает случай, когда Дэд однажды ушел спать в лес, потому что Евронимус играл синтезаторную музыку, которую Дэд ненавидел. Евронимус последовал за ним и начал стрелять в воздух из дробовика, чтобы еще больше разозлить его.

### Суицид
8 апреля 1991 года Дэд совершил самоубийство в своей комнате. Сначала он вскрыл себе вены и перерезал горло, а потом выстрелил в голову из дробовика. Оружие, предположительно, принадлежало Евронимусу (Ошету). Варг Викернес заявлял, что отправлял группе патроны (в том числе для дробовика) как подарок на Рождество, однако по его словам Дэд ими не воспользовался.
Евронимус в это время поехал по делам лейбла в Осло, а Хеллхаммер навещал родителей. За день до этого к Олину пришёл знакомый, и они долго говорили о смерти и суициде. Хеллхаммер вспоминает, что после этого разговора «…Дэд выглядел очень весёлым, насколько это было возможно для его угрюмой физиономии». Вернувшись из города, Ошет обнаружил, что дверь заперта, а единственного ключа нет на месте. Решив проникнуть в дом через окно, Евронимус полез в комнату Дэда. Там он увидел Олина, полулежащим на кровати, с изрезанными руками и дробовиком на коленях. Олин оставил предсмертную записку, гласившую «Excuse the blood» («Прошу прощения за кровь»):

Простите за кровь, я порезал себе запястья и шею. Я собирался умереть в лесу, чтобы на поиски ушло несколько дней. Я принадлежу лесу, и всегда принадлежал. Всё равно никто не поймёт почему. Чтобы дать некое подобие объяснения — я не человек, всё это просто сон, и скоро я проснусь. Было слишком холодно, кровь постоянно сворачивалась, ещё и мой новый нож оказался тупым. Если не удастся умереть от ножа, я вышибу всё дерьмо из черепа. Пока не знаю. Я оставляю «до лучших времён» все свои тексты и оставшиеся деньги. Пусть тот, кто найдёт, забирает эту хрень. В качестве прощального привета оставляю «Life Eternal». Делайте, что хотите с этой хернёй. / Пелле.
Я задумал всё это не сейчас, а семнадцать лет назад.
— предсмертная записка Дэда.

Рукописный текст песни Life Eternal Дэда, март 1991 года

Вместо того, чтобы вызвать полицию, Ошет поехал в ближайший магазин и купил одноразовый фотоаппарат, чтобы сфотографировать труп. Вернувшись, Евронимус переложил нож с дробовиком, чтобы фотографии выглядели «живописнее» и сделал несколько снимков. Одна из них позднее была использована колумбийским бутлеггером в качестве обложки для альбома Dawn of the Black Hearts. Потом Ошет позвонил Хеллхаммеру и рассказал о случившемся.
Полиция увезла тело Олина, но комнату оставили неприбранной. Не выдержав распространившегося по дому запаха, Евронимус переехал к родителям, однако Хеллхаммер оставался там ещё некоторое время. Однажды, зайдя в комнату Дэда, Хеллхаммер нашёл под кроватью несколько осколков черепа, из которых потом, по словам группы, они сделали ожерелья. Ошет раздавал их тем, кого считал «достойным».

## Наследие
Евронимус использовал самоубийство Дэда для укрепления «злого» имиджа Mayhem и утверждал, что Дэд покончил с собой, потому что блэк-метал стал «модным» и коммерциализированным. Некробутчер предположил, что фотографирование и принуждение других к их просмотру было для Евронимуса способом справиться с шоком, увидев тело своего друга. После того, как Хеллхаммер проявил фотографии, Евронимус сначала пообещал уничтожить их, но в конечном итоге этого не сделал. Он хранил их в конверте в своем музыкальном магазине и отправил один владельцу Warmaster Records, в результате чего он был использован в качестве обложки контрафактного концертного альбома The Dawn of the Black Hearts (1995).
Обложка концертного альбома Mayhem Live in Leipzig содержит часть предсмертной записки Дэда: Jag är inte en människa. Det här är bara en dröm, och snart vaknar jag. (Примерно переводится: Я не человек. Это всего лишь сон, и скоро я проснусь).
В 2012 году гитарист Marduk Морган Хоканссон заявил, что он хранит у себя кусок черепа Олина, а также фрагменты пули, убившей Дэда, и часть его мозга. Эти предметы были отправлены ему Евронимусом по почте. Также Хоканссон сообщил, что Евронимус разослал такие «сувениры» «всем бывшим товарищам Дэда <…> Таких людей было не очень много… Возможно, пять».
В 2018 году на сайте Serial Killers Ink, специализирующемся на продаже вещей, связанных с убийствами, было выставлено на продажу за 3500 долларов двухстраничное письмо Евронимуса Тамашу Вамоши, венгерскому представителю лейбла Deathlike Silence Productions, к которому прилагался фрагмент черепа Дэда размером меньше одного цента США. Предмет был очень быстро продан.
Наконец, слухи утверждают, что Ошет сделал жаркое из мозга Олина. Группа позже заявила, что это неправда.
Некробутчер считал, что «люди стали больше ценить блэк-метал-сцену после того, как Дэд застрелился. Я думаю, что именно его самоубийство действительно её изменило».

## Дискография
В Morbid (поздние записи — это переиздания):
- December Moon (демо, 1987)
- Death Execution (сборник, 1995)
- Live in Stockholm (концертный альбом, 2000)
- Death Execution III (EP, 2001)

В Mayhem:
- Live in Leipzig (концертный альбом, 1993)
- Dawn of the Black Hearts (бутлег, 1995)
- Out from the Dark (репетиция, выпущенная как EP, 1996)
- Freezing Moon (сингл, 1996).